# La Cañada, Zinacantepec
La Cañada är en ort i Mexiko.   Den ligger i kommunen Zinacantepec och delstaten Mexiko, i den sydöstra delen av landet, 70 km väster om huvudstaden Mexico City. La Cañada ligger 2 795 meter över havet och antalet invånare är 793.
Terrängen runt La Cañada är kuperad åt sydväst, men åt nordost är den platt. Runt La Cañada är det tätbefolkat, med 493 invånare per kvadratkilometer. Närmaste större samhälle är Toluca, 13,4 km öster om La Cañada. Trakten runt La Cañada består till största delen av jordbruksmark.